# Żyły górne mózgu

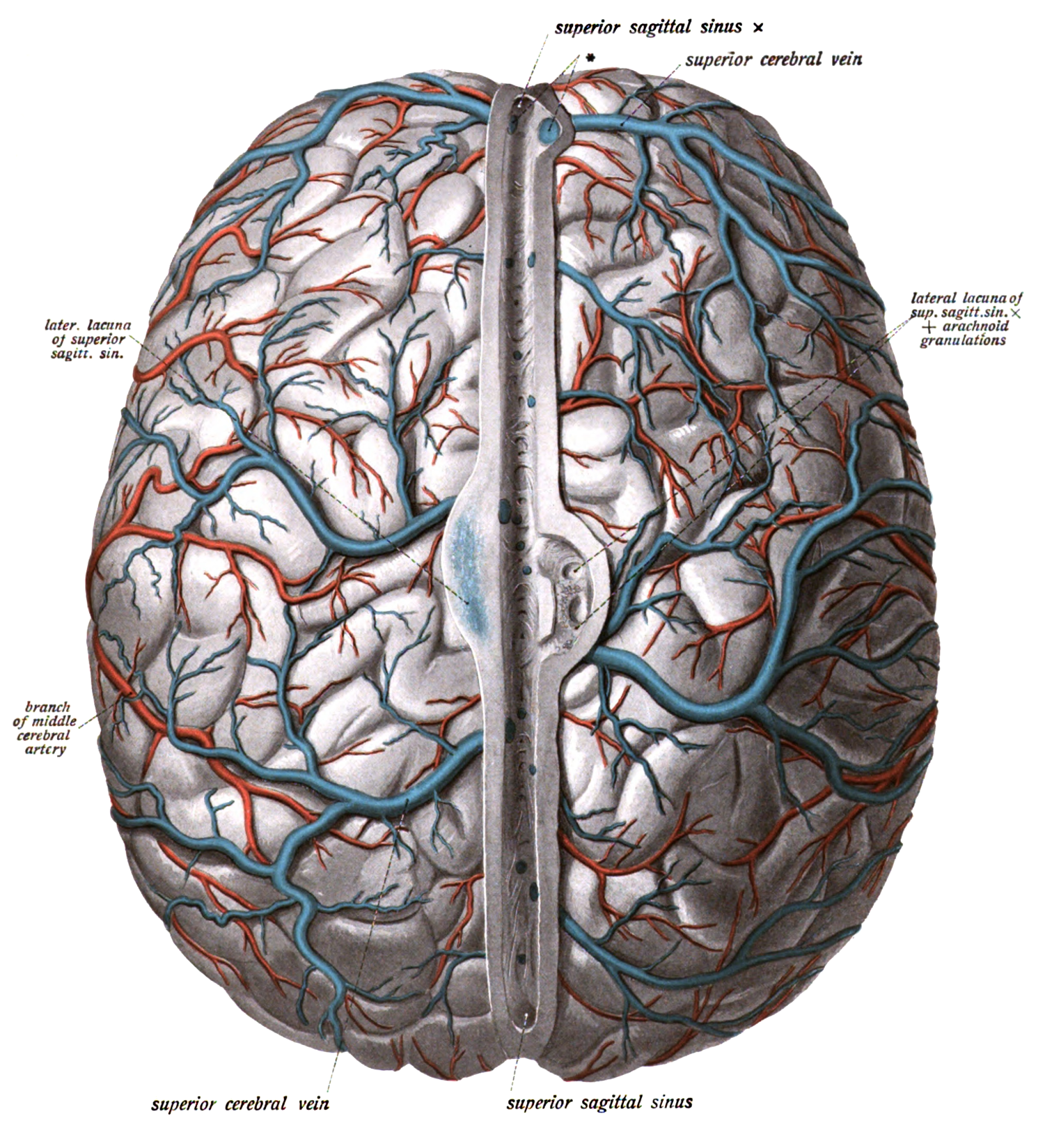
Górna powierzchnia mózgu. Żyły górne mózgu podpisane superior cerebral vein.

Żyły górne mózgu (łac. venae cerebri superiores), żyły wstępujące – w anatomii człowieka grupa żył powierzchownych mózgu, odprowadzających krew z przyśrodkowej i górno-bocznej powierzchni półkul mózgu do zatoki strzałkowej górnej. Przebiegają wzdłuż bruzd i na powierzchni zakrętów. Żyły górne mózgu dzielone są na boczne (w liczbie od 8 do 15), położone na powierzchni górno-bocznej, i przyśrodkowe (w liczbie od 8 do 10) na powierzchni przyśrodkowej. U człowieka dorosłego żyły boczne i przyśrodkowe wytwarzają między sobą połączenia, u noworodków każda z powierzchni unaczyniona jest odrębnie.